# Йихві (волость)
Йихві (ест. Jõhvi vald) — волость в Естонії, у складі повіту Іда-Вірумаа. Волосна адміністрація розташована в місті Йихві.

## Розташування
Площа волості — 124,06 км², чисельність населення становить 12696 осіб.
Адміністративний центр волості — місто Йихві. Крім того, на території волості знаходяться ще селище Тамміку і 11 сіл: Едізе, Йихві, Кахула, Козе, Котінука, Лінна, Пайюалузе, Паргітагузе, Пауліку, Пуру, Сомпа.